# カンモーニーヤ

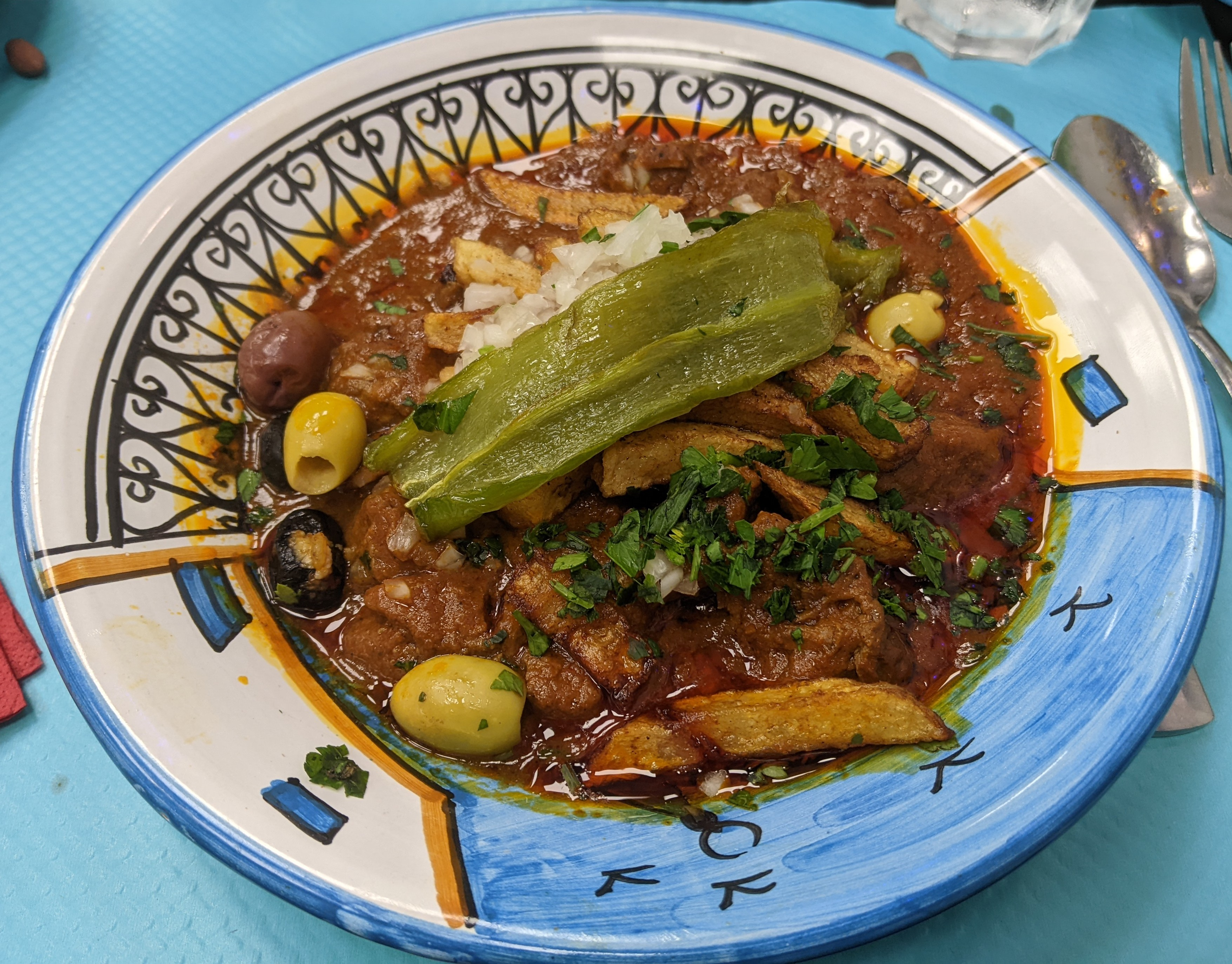
レストランメニューとして（チュニジア）

カンモーニーヤは、アラブ諸国のうち北アフリカ一帯に広がる国々の料理で、肉（牛肉ならびに羊肉）、レバー（肝臓）・ハツ（心臓）・マメ（腎臓）などのモツ（臓物）を使ったシチューの名称である。
特にチュニジアが有名で、その他エジプト、アルジェリア東部、リビア、スーダン、アラビア語やアラブ文化の影響が色濃く残るマルタなどの料理としても知られる。

## 名称

### 意味
كَمُّونِيَّةٌ
文語アラビア語発音：kammūnīyah（kammūniyyah） ないしは kammūnīya（kammūniyya）
カタカナ表記：カンムーニーヤ
調味料としてクミン（アラビア語名：كَمُّون, kammūn, カンムーン）を用いることからこの名前で呼ばれる。意味としては「クミンの（料理）」となる。
牛肉とレバーが多く使われることから英語記事ではbeef stew（ビーフシチュー）、beef and liver stew（ビーフとレバーのシチュー）、cumin beef stew（クミン・ビーフシチュー）、beef stew with cumin（クミン入りビーフシチュー）などと紹介されていることもある。

### 発音
日常生活では口語アラビア語である現地アラビア語方言で料理名が呼ばれるが、カンモーニーヤに近い発音になることが一般的である。（例：チュニジア、リビア、エジプト、スーダン）
また方言における長母音の短母音化といった現象や個人差によりさらに変化しカンモーニイヤ、カンモウニーヤ、カンモウニイヤ、カンモニーヤ、カンモニイヤ、カモニーヤ、カモニイヤ、カンモーネイヤ、カンモウネイヤ、カモネイヤ…などと違った響きに聞こえることもある。

### 表記
ラテン文字表記（≒英字表記）ではそうした口語による差があること、当て字の方法に複数通りあることから揺れが生じ、何通りものつづりが存在する。
料理記事などではKammounia、Kamounia、Kammunia、Kamunia、Kamouneyah、Kamouneya、Kamoneyah、Kamuniyaなどが使用されており、特にKamouniaの割合が高くWikipedia英語版の項目名やアラブ料理サイトのタイトルに含まれるなどする。
母音u（ウ）や長母音ū（ウー）へのouを使った当て字、長母音īを示す「-」除去によるiへの置き換え、重子音部分であるmmを1個に減らしたmへの置き換え、語末の-iyahや-iyaからのy省略による-iahや-iaへの置き換えなどがあり原語発音とラテン文字表記との間に誤差が生じやすいことから、Kamoniaのように元の口語アラビア語（方言）での発音との齟齬が大きい当て字もある。